# Wuliang Shan
Wuliang Shan är en bergskedja i Kina. Den ligger i provinsen Yunnan, i den sydvästra delen av landet, omkring 210 kilometer sydväst om provinshuvudstaden Kunming.
Genomsnittlig årsnederbörd är 1 213 millimeter. Den regnigaste månaden är juli, med i genomsnitt 276 mm nederbörd, och den torraste är februari, med 8 mm nederbörd.